# Урочище Яцево
Уро́чище «Я́цево» — лісовий заказник загальнодержавного значення. Розташований між селами Любимівкою і Зоряне Дніпровського району Дніпропетровської області.

## Опис
Площа 175 га, охоронна зона 1189,0 га. Створений Постановою № 198 Ради Міністрів УРСР від 19.04.1977 р. 
Урочище є природною байрачною дібровою, в якій збереглися дуби з козацьких часів. По дну балки протікає струмок. 
Назва Яцевого яру, як і однойменного, нині затопленого, острова на Дніпрі, що був навпроти яру, походить від імені козака-зимовчака Яцька.

## Флора
Основною лісотвірною породою є дуб звичайний з участю в'яза граболистого і клена татарського; домішок становлять клен польовий, липа серцелиста, ясен, груша звичайна, яблуня лісова. Середній вік деревостанів — 80—90 років, трапляються ділянки з віковими дубами (до 150 років). У підліску — бруслина європейська, бруслина бородавчаста, бузина чорна, крушина ламка, свидина кров'яна, аморфа кущова. Багатий трав'яний покрив (понад 360 видів вищих рослин). В заказнику росте 9 видів вищих судинних рослин, занесених до Червоної книги України — рябчик руський, ковили найкрасивіша та лессінга, рястка Буше та інші. Унікальний для умов середнього та нижнього Дніпра байрак зберігає рідкісну папороть — пухирник ламкий, у степових ділянках трапляється ковил.

## Фауна
Надзвичайно різноманітна фауна безхребетних — понад 2500 видів, у тому числі рідкісні — турун угорський, сатир Герміона, блакитна й малинова стрічкарки. Фауна хребетних — типова для байрачно-степових комплексів і включає такі раритетні види, як степова гадюка, мідянка, зелена ящірка, борсук та інші. З тварин водяться олень європейський, сарна європейська, свиня дика, лисиця, заєць-русак, фазан, сова вухата, соловейко, дрізд співочий, вивільга; трапляється балабан, занесений до Червоної книги України. Зберігається також фауністичний комплекс комах, що притаманний байрачним дібровам, серед яких майже 50 є рідкісними.

## Значення
Заказник має ґрунтозахисне, водорегулююче, науково-пізнавальне, естетичне значення. 
- На території Урочища «Яцево» розташований пам'ятник загиблим у Другій світовій війні.